# جيريل ساسر
جيريل ساسر (بالإنجليزية: Jeryl Sasser)‏ مواليد 13 فبراير 1979 في دالاس، هو لاعب كرة سلة أمريكي سابق. بدأ مسيرته الاحترافية في سنة 2001. تم اختياره من قبل فريق أورلاندو ماجيك خلال الدرافت. يبلغ طوله 6 قدم 6 بوصة (2.0 م). اعتزل اللعب في 2009.

## روابط خارجية
- جيريل ساسر على موقع إن بي أي (الإنجليزية)
- جيريل ساسر على موقع سبورتس رفرنس (الإنجليزية)
- جيريل ساسر على موقع كرة السلة الأوروبية.كوم (الإنجليزية)
- جيريل ساسر على موقع كلية كرة السلة في سبورتس رفرنس.كوم (الإنجليزية)
- جيريل ساسر على موقع ريلجم (الإنجليزية)
- جيريل ساسر على موقع بروبوليرز (الإنجليزية)
- جيريل ساسر على موقع سبورتس رفرنس (الإنجليزية)